# Joe Kinnear
 (novembre 2013).
Si vous disposez d'ouvrages ou d'articles de référence ou si vous connaissez des sites web de qualité traitant du thème abordé ici, merci de compléter l'article en donnant les références utiles à sa vérifiabilité et en les liant à la section « Notes et références ».
Pour les articles homonymes, voir Kinnear.
Joseph Patrick, dit Joe Kinnear, né le 27 décembre 1946 à Dublin et mort le 7 avril 2024, est un footballeur international irlandais devenu entraîneur. 
En tant que joueur, il évolue sous les maillots de Tottenham Hotspur et Brighton and Hove Albion, et met un terme à sa carrière en 1976.
En 2008, il est nommé entraîneur de l'équipe de Newcastle United, mais est démis de ses fonctions en avril 2009 et remplacé par le buteur légendaire du club, Alan Shearer, en raison de problèmes de santé.

## Biographie
Joe Kinnear est arrivé en Angleterre à l'âge de sept ans. Son père est mort alors qu'il était encore enfant.

## Carrière
Kinnear fait ses premiers pas de footballeur au club de St Albians City. Son talent de défenseur est très vite reconnu, et il s'engage avec Tottenham Hotspur, où il reste durant dix années. Avec ce club, il remporte en 1967 une finale de Coupe d'Angleterre face à Chelsea sur le score de 2-1, la Coupe de l'UEFA en 1972, et la Coupe de la League Anglaise en 1971 et 1973. Au total, il a fait plus de deux cents apparitions sous le maillot de Tottenham. En 1976, il rejoint la formation de Brighton, avec laquelle il ne joue que seize matchs, avant de prendre sa retraite à l'âge relativement jeune de trente ans.

### Carrière en sélection
Kinnear a été sélectionné à vingt-six reprises en équipe nationale d'Irlande, mais n'a jamais marqué le moindre but pour son pays. Il y a fait ses débuts le 22 février 1967 face à la Turquie, rencontre soldée par une défaite 1-2.

## Entraîneur
En Asie
Après avoir mis un terme à sa carrière de joueur en 1977, Joe Kinnear entraîne pendant cinq saisons, dans la ville de Dubai aux Émirats arabes unis, les clubs de Sharjah puis de Al-Shabab en tant qu'adjoint. Puis il devient sélectionneur de l'équipe nationale de l'Inde pendant trois mois, avant de prendre les rênes de la sélection népalaise pour une année. Plus tard, il retourne en Angleterre et redevient l'adjoint de Dave Mackay aux Doncasters Rovers.
A Wimbledon
Kinnear devient brièvement l'entraîneur principal de Doncaster, jusqu'à ce qu'il soit remplacé par Billy Bremmer. Il part alors pour le club de Wimbledon et s'occupe de l'équipe de réserve.

## Sources
- (en) Stephen McGarrigle, The Complete who's who of Irish international football : 1945-1996, Edimbourg, Mainstream Publishing, octobre 1996, 237 p. (ISBN 1-85158-894-9), p. 113-114